# Eric Obinna
Eric Nwaimo Obinna Chukwunleyu (Owerri, 10 giugno 1981) è un ex calciatore nigeriano, di ruolo attaccante.

## Carriera
Ha giocato nella massima serie dei campionati sudcoreano, tunisino ed indiano, e nella seconda divisione francese e inglese.

## Palmarès

### Club

#### Competizioni nazionali
- Campionato singaporiano: 2

Singapore Armed Forces: 2009
Étoile: 2010
- Coppa di Lega di Singapore: 1

Étoile: 2010